# 粉嶺高爾夫球場

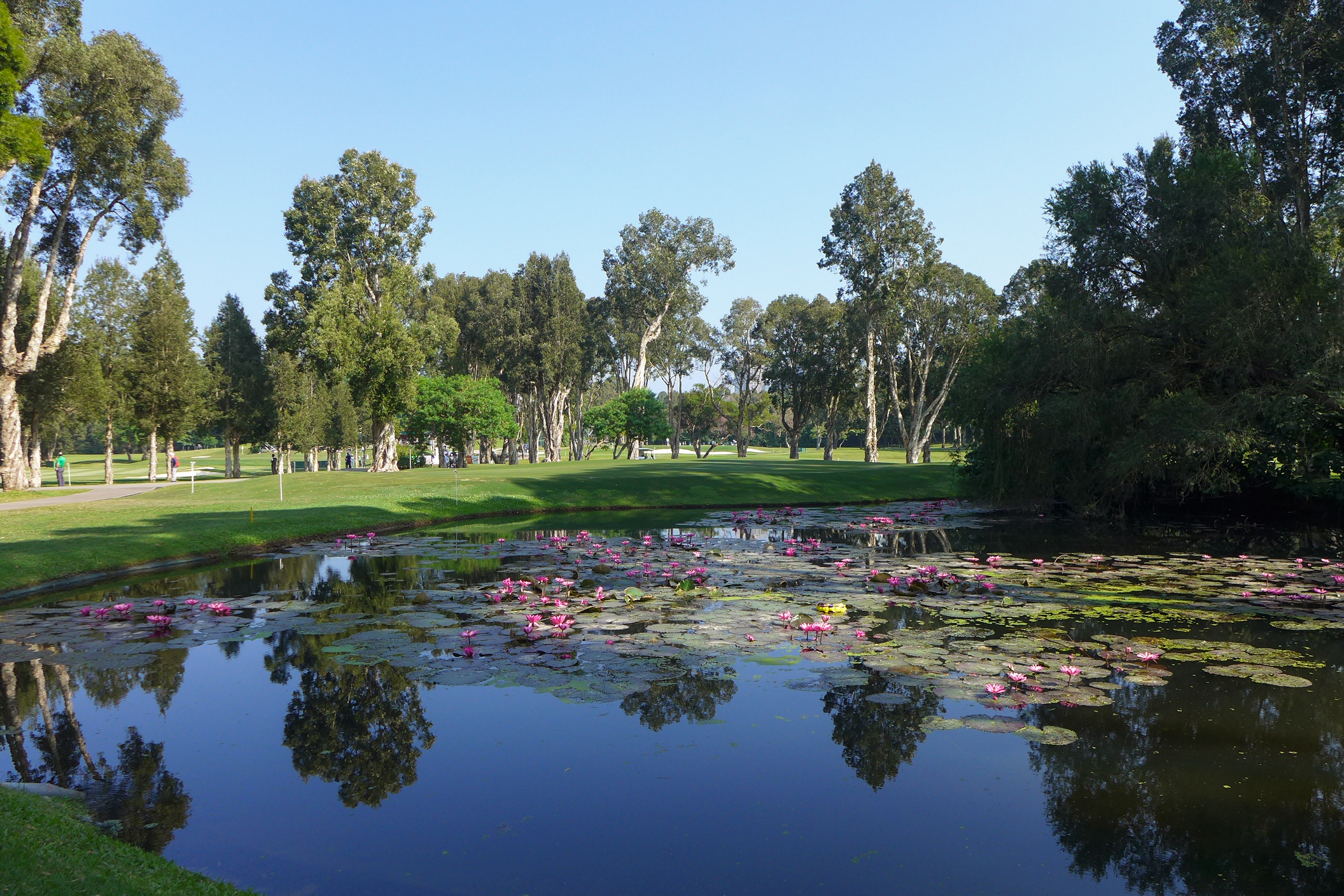
粉嶺高爾夫球場內的荷花池

粉嶺高爾夫球場在香港新界上水粉錦公路，佔地170公頃，包括3個18洞球場，先後於1911年、1931年及1970年啟用，歷史比台灣最古老的老淡水高球場（於1919年興建）更悠久，是亞洲現有最古老的錦標賽高球場。始建至今，球場一直由香港哥爾夫球會租用及管理。場內有逾150棵古樹以及多座祖墳，並有多座古蹟，包括被列為一級歷史建築的行政長官粉嶺別墅、二級歷史建築粉嶺高爾夫球會會所及三級歷史建築粉嶺高爾夫球會小食亭。
粉嶺高球場為香港高爾夫球代表隊的主要訓練場地，代表隊平均每個月在該球場集訓10至15日，全國運動會前更免費開放逾20日予代表隊集訓。粉嶺高球場也是目前全港唯一有設施、有規模能舉辦香港高球公開賽的高球場。

## 歷史
自1908年起，香港哥爾夫球會與政府和當地農民展開商討，並在1911年終於取得足夠土地興建18個洞的球場，即現時的粉嶺高球場。
當粉嶺高球場的舊場平整土地時，除了鄰近粉嶺會所和三號果嶺僅有的幾棵外，高球場的土地並無樹木，只有少許小花。大規模的植樹在1915至1919年間展開。1921年時，高球場仍泥濘處處，在颳大風的日子更是飛沙走石。果嶺最初栽種本地的大葉草，但並不適合推桿，而且蟲患嚴重。
1931年11月2日，港督貝璐主持粉嶺高球場新場的開幕儀式。
第二次世界大戰期間，粉嶺高球場滿目瘡痍。樹木被砍掉作柴、大部份果嶺被用作種菜。戰後，駐港英軍一度徵用粉嶺高球場駐紮部隊。新場被用作軍事訓練用途，地面出現無數狐洞。及後，球場歸還香港哥爾夫球會，但修復計劃需要大量資金，哥球會需要發「債權證」集資。
1950年代，所有果嶺改鋪烏干達草。1951年，草種連泥土被放在一個鞋盒之中，由烏干達經開羅運返香港。香港哥爾夫球會前主席高登爵士憶述他在開羅機場轉機時，由於當時英國跟埃及關係僵持，海關人員於是對他的盒子抱有懷疑，而當他打開盒子發現內裡裝着什麼時，就更加懷疑。幸好空中服務員的介入，才令他可及時登機起飛。
1959年，香港高爾夫球公開賽在粉嶺高球場舉辦。自此，成為該處一年一度的賽事。

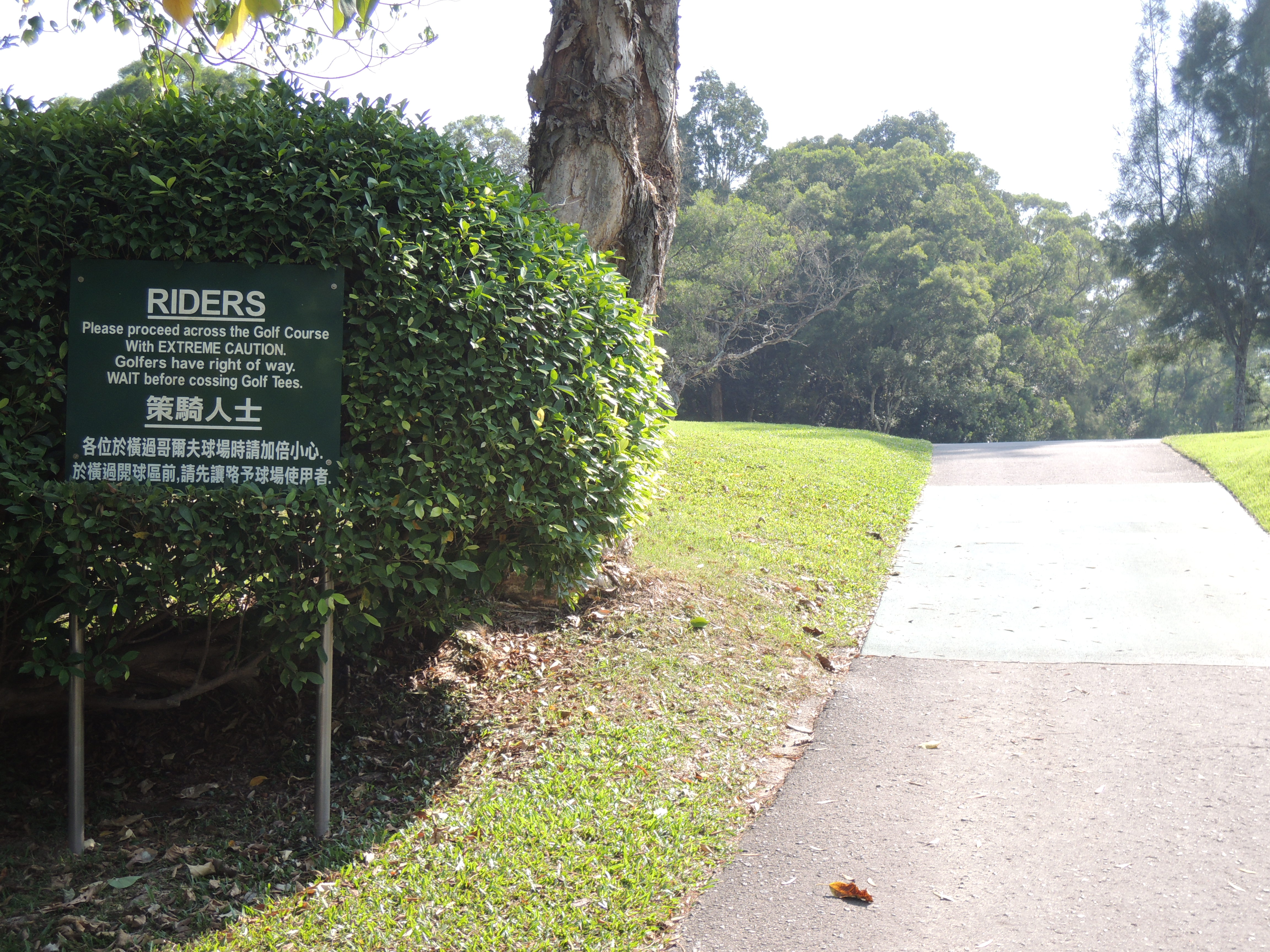
現時伊甸場仍有關於策畸的告示。

1967年，香港哥爾夫球會與香港賽馬會商討，協議將30英畝鄰近雙魚河的土地劃入作高球場。哥球會則容許賽馬會的會員在指定的土地策騎。1971年10月10日，伊甸場正式啟用，並由港督戴麟趾主持開幕。
1999年政府一改過往契約每年續期的習慣，以1000元批出21年的球場契約。還無償附送一幅11公頃的短期租約土地，使球場擴大到170公頃。
2008年夏季奧林匹克運動會馬術比賽的6公里越野賽部份賽道於粉嶺高球場舉行。
2015年6月5至7日，第一屆「香港女子高爾夫球公開賽」在粉嶺高球場舊場舉行動。
2019年2月，行政會議通過研究局部發展粉嶺高球場的工作，面積達32公頃，主要包括粉嶺高球場於粉錦公路東側的停車場及舊場第一至九號果嶺的地方。
2023年9月1日，政府正式收回粉嶺高爾夫球場「舊場」32公頃土地，部份土地交給康文署用作公園用途。公園原定9月1日開放，不過受到颱風蘇拉影響而延期到9月4日才開放。公園開放首日，吸引不少市民到場「打卡」外，中午時分有20名自稱為「上水原居民」人士帶備高爾夫運動裝備「自發打波」，他們認為要考慮安置原居民打高爾夫球的問題，但結果被康文署職員阻止並引起爭執，最終擾釀半個多小時才自行離開。

## 設施
- 舊場

Old Course: 18洞高爾夫球場，始建於1911年，現時位置在粉錦公路兩側
- 新場

New Course: 18洞高爾夫球場，於1931年開幕，位於粉嶺高球場中部及西北部
- 伊甸場

Eden Course: 18洞高爾夫球場，於1971年開幕，位於粉嶺高球場西部及北部，第12至14果嶺圍繞行政長官粉嶺別墅
- 練習場

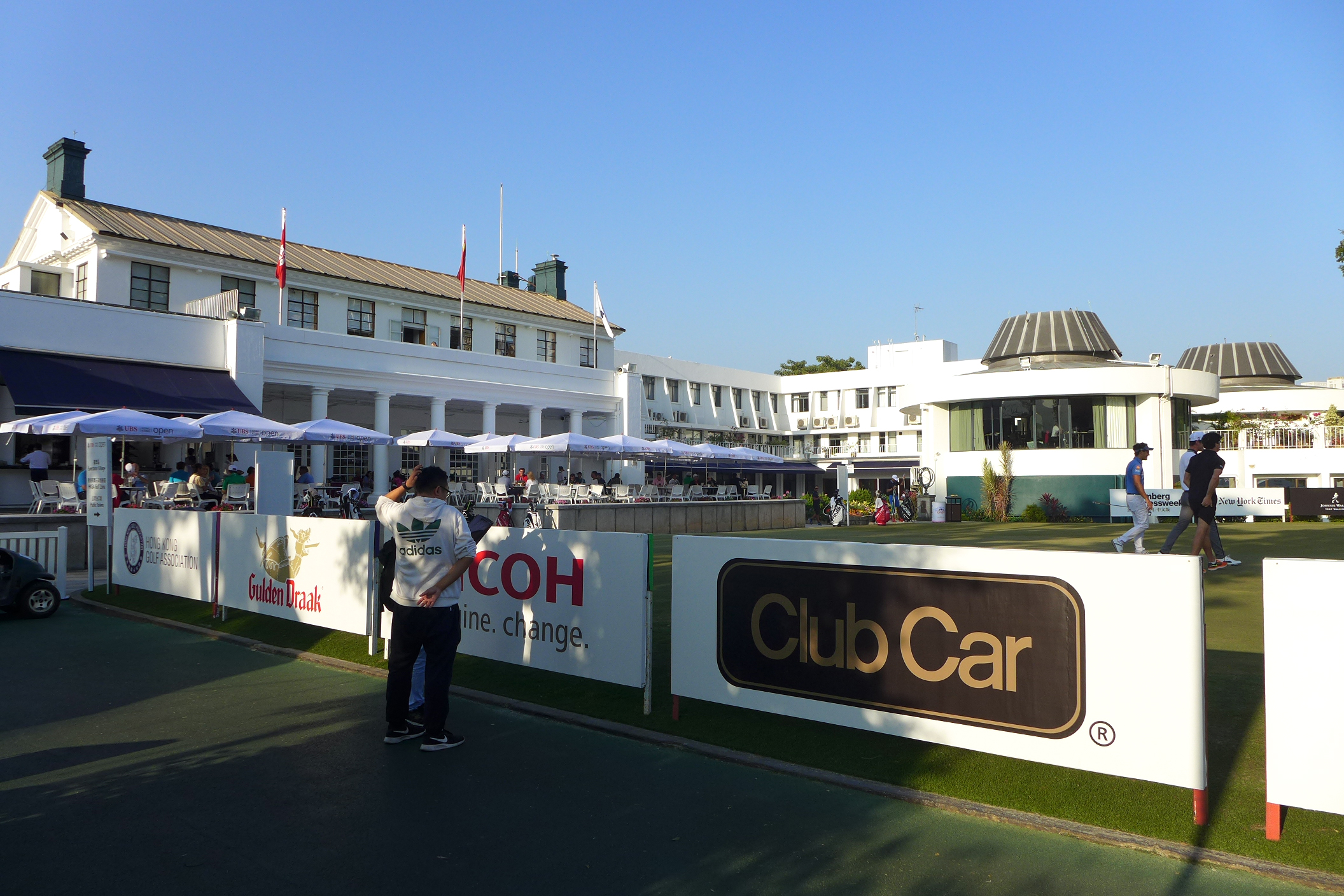
粉嶺會所

練習場設有32條球道，而晚間練習場於晚上6至10時開放
- 粉嶺會所

1911年，粉嶺高球場的舊場平整之後，再委託譚仁紀建築師樓的Edward Albert Ram建築師設計會所。工程在1914年完成。
- 半日亭

粉嶺高球場內的半日亭（Half Way House）被列為三級歷史建築物。

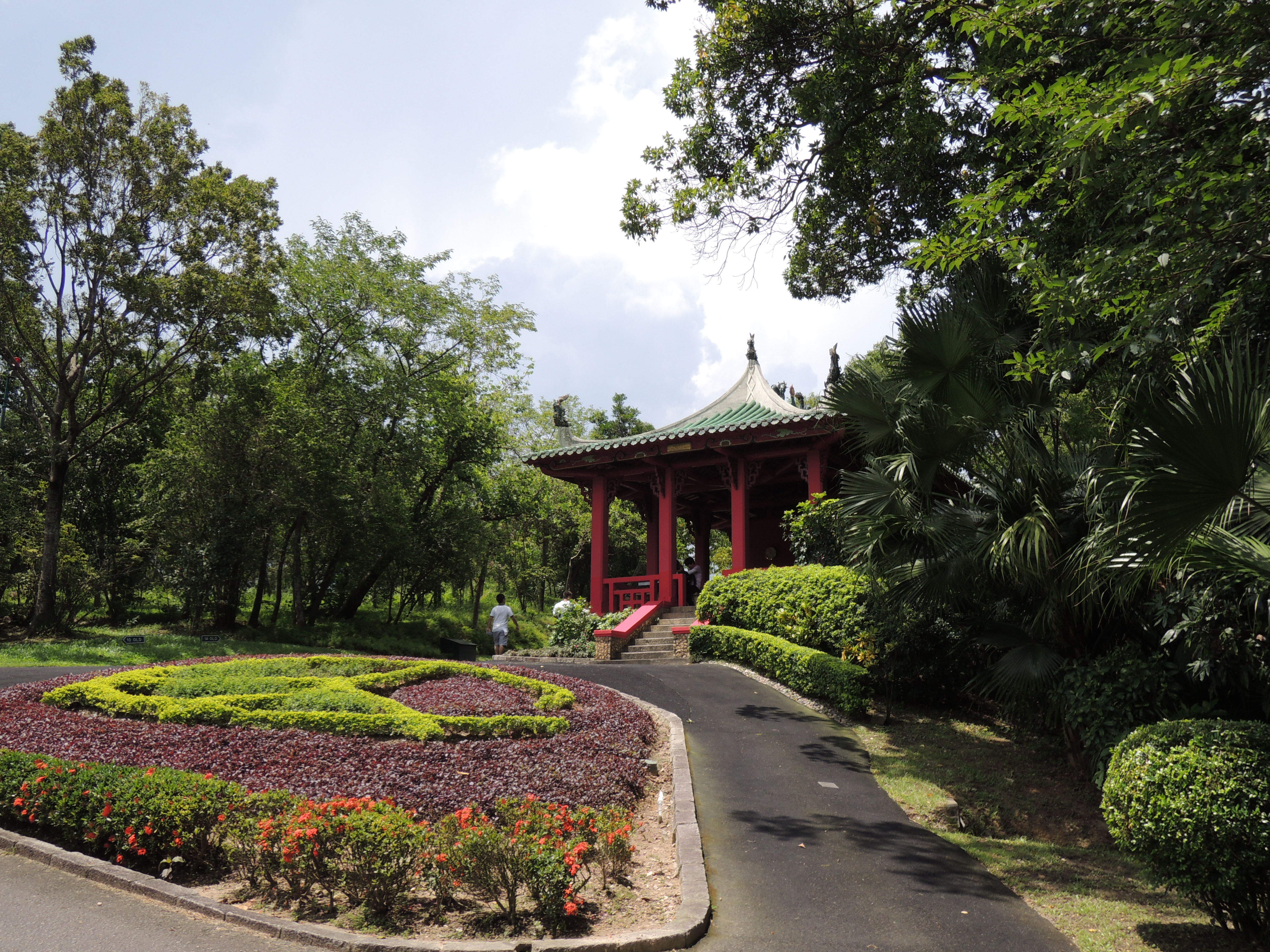
半日亭（Half Way House）
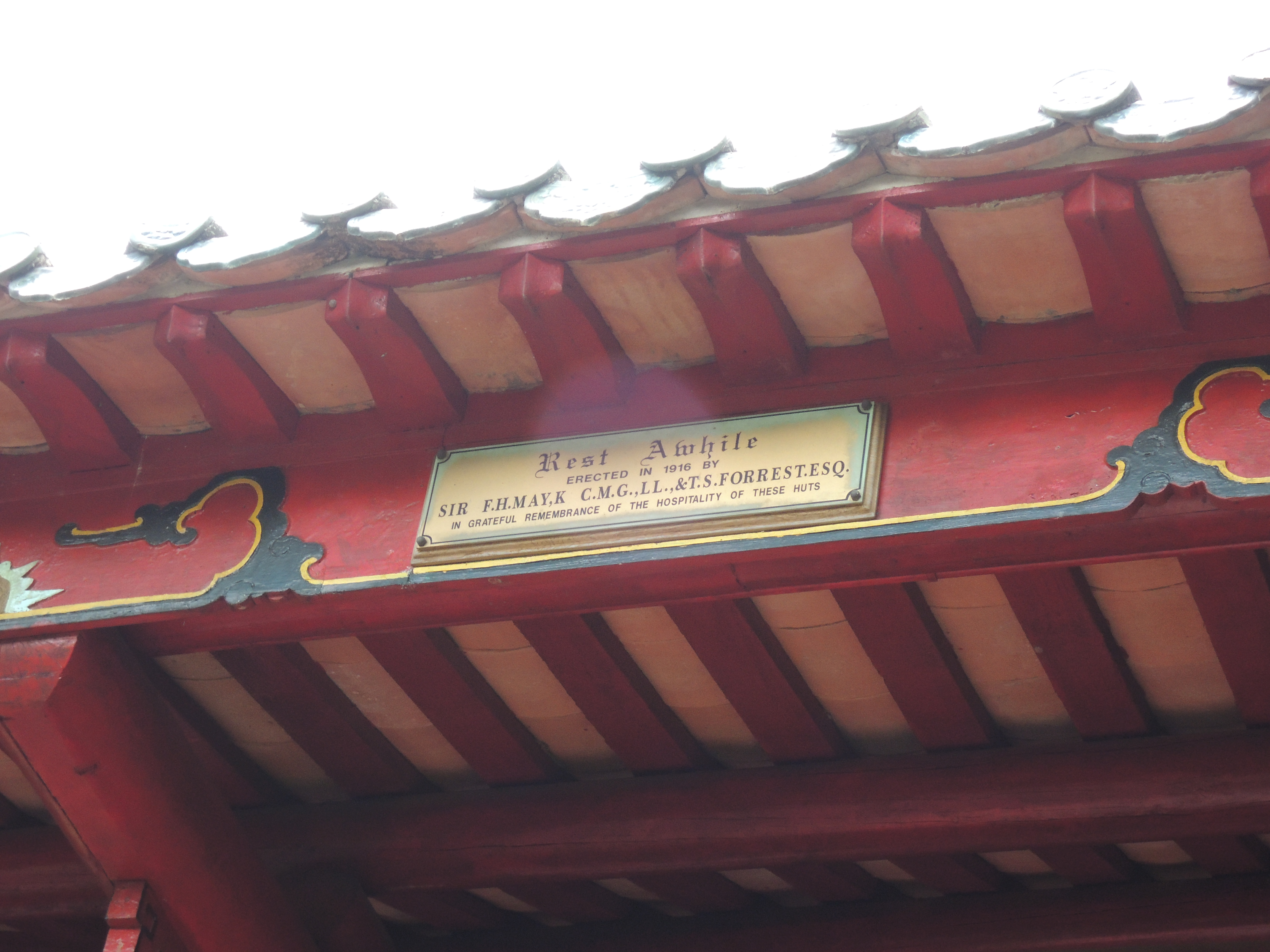
亭上牌扁紀念梅含理和 T.S. Forrest Esq
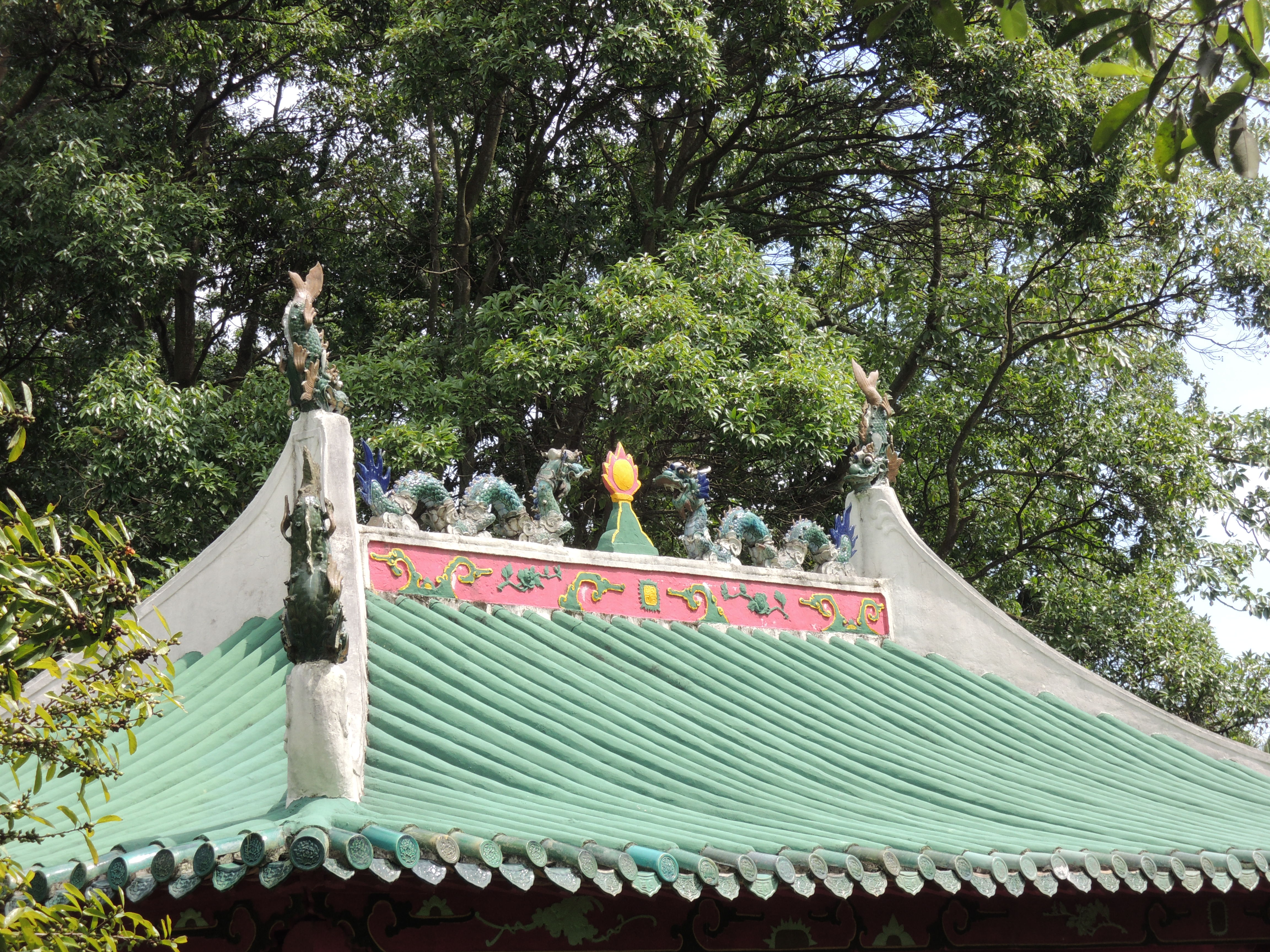
亭頂有綠瓦和雙龍爭珠㓮刻
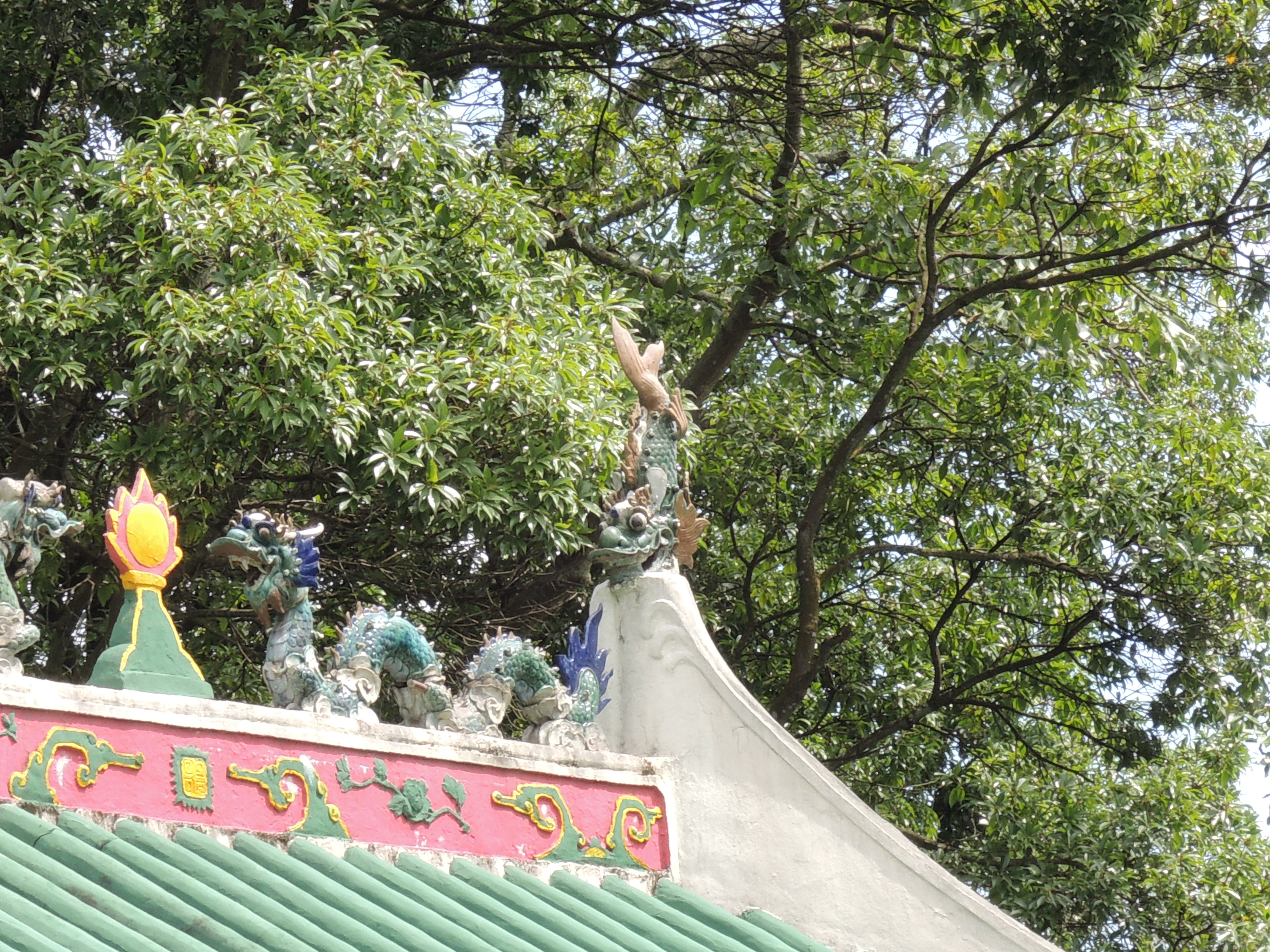
亭頂有「龍頭魚尾」的鴟尾設計

- 再用水灌溉

香港哥爾夫球會於1980年代中期，建設「再用水灌溉」系統，以改善高球場缺水問題，從而可重鋪更優質高球場草坡。

## 主要賽事
- 香港高爾夫球公開賽：1959年至今
- 學界越野賽第一組比賽[24]
- 泰后盃亞太業餘女子隊際賽 1990, 2001 & 2015 （页面存档备份，存于）
- 香港女子高爾夫球公開賽（英语：Hong Kong Ladies Open）
- 國際都會高爾夫球錦標賽（英语：World City Championship）
- LIV高爾夫香港站

## 生態

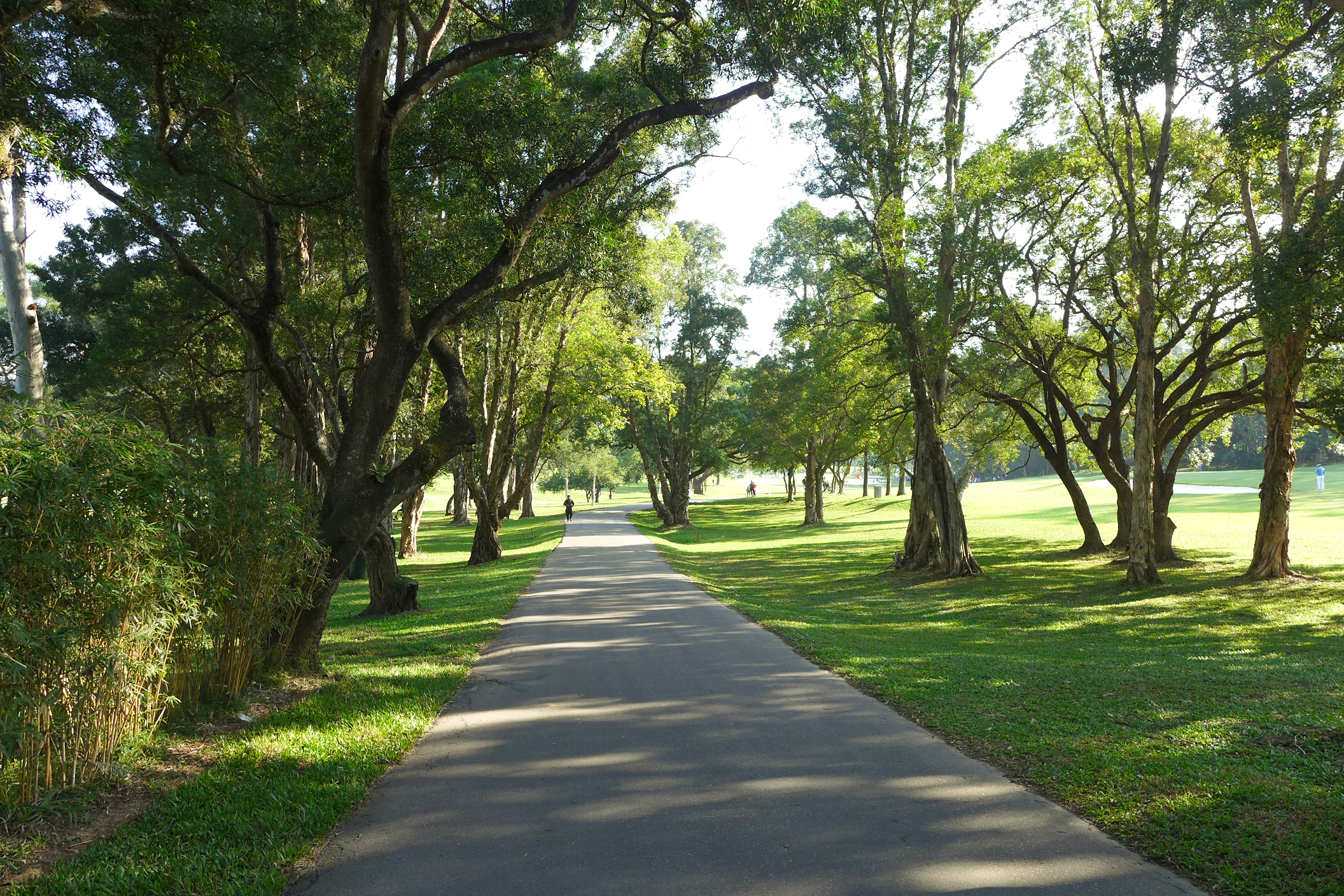
高球場內的大樹

粉嶺高球場的逾半面積被樹林所覆蓋，根據香港哥爾夫球會的樹木調查報告顯示，粉嶺高球場有近百種樹木品種，當中包括已被登記在香港政府的古樹名木冊中，發現有84種相同樹種。其中位於粉嶺的許多樹種，樹齡均已超過80年，包括榕樹、桉樹（舊場第16洞開球台右側就有不少）、本土樟樹、阿拉伯膠樹、鐵木樹、諾福克松樹、和白千層。
2019年，土木工程拓展署的環評工程簡介指出，指粉嶺舊場內有「帶狀植物區」、次生林地、區內水道發現具保育價值的淡水魚「月鱧」、全球受威脅的淡水束腰蟹，而場內也存有相當數量受保護的土沉香。在舊場南端大龍實驗農場則有印度馬兜玲（Aristolochia tagala）及水松（Glyptostrobus pensilis），而過去亦有發現陸地哺乳類動物（果子狸、小靈貓、赤麂、石虎等）、蝙蝠（短耳犬蝠、中菊頭蝠、大蹄蝠、絨山蝠、東亞家蝠、扁顱蝠、中黃蝠等）、鳥類（牛背鷺、褐魚鶚等）、兩棲爬行動物（草龜、中國水蛇等）、蝴蝶（紅珠鳳蝶、裳鳳蝶等）及蛾（Spiralisigna gloriae, Fustius sterling）。

## 古蹟
粉嶺高球場範圍內有三棟歷史建築，分別是舊場（Old Course）上的「Half Way House」（三級歷史建築）、粉嶺會所（二級歷史建築）及行政長官粉嶺別墅（一級歷史建築）。
最初，粉嶺高球場上有不少山墳和金塔。1920年，幸得時任港督梅含理慷慨損出5萬元給受影響山墳的家庭作補償，才可以搬走大量山墳。在舊場10號球洞那片地，被暱稱為「Tommy Tucker」（取自廣東話諧音「唔得㗎」），就是因為那裡有不少金塔，而原居民常說「唔得㗎」阻止打球，以免金塔被高球打中。
現時，粉嶺高球場上有69個中國墳墓和80個金塔，分散在粉嶺高球場上。其中18個祖墳分散在舊場上，而高球場南部的一個大山丘亦被劃為墓地。

## 開發爭議
由於欠缺康樂體育用地，政府一直在私人遊樂場地用地實施優惠地價政策，以換取私人經營的遊樂場用地撥出若干時段開放公眾。不過，私人遊樂場的公眾開放情況卻屢起爭議。2012年，申訴專員公署主動調查「私人遊樂場地契約」政策執行情況，指政策是早年政府由於欠缺康樂體育用地，以租約形式將官地借予各私人體育會（包括香港哥爾夫球會），各體育會一直只是在交象徵式地價。2013年審計處披露顯示1999年政府以1000元批出21年長期契約，引起香港市民廣泛討論。
2013年中，《新界東北發展計劃》引起爭議，環保觸覺建議發展粉嶺高球場，以替代計劃建議發展的古洞、粉嶺北及打鼓嶺，高球場的存廢引起社會爭論。2014年首季，規劃署和土木工程拓展署開展為期約15個月的《發展新界北部地區初步可行性研究》，粉嶺高爾夫球場被包括在研究範圍內，以探討發展其處的可行性。至2015年4月，根據初步研究評估，認為即使整座粉嶺高爾夫球場所涉及的土地收回用以興建住宅，礙於地形狹窄、種植有大量古樹及山墳等因素，僅能夠興建10,000個豪宅單位。若然僅收回舊有場區，則僅能夠興建2,000個單位。（詳見新界東北發展計劃）
2017年，政府成立「土地供應專責小組」，探討香港的土地供應，並列出18個選項，於2018年諮詢公眾，當中包括「私人遊樂場地契約用地」。自此，關於粉嶺高球場的存廢，社會再度激烈討論。有記者前往粉嶺高球場實測，非會員無裝備需要6000元入場費，質疑球場為「貴族樂園」（有關土地供應大辯論，詳見2018年土地供應諮詢。）
到2019年政府提出收回約9公頃土地，用作興建1.2萬伙公營房屋單位。不過有關改劃引起極大爭議。另一方面，規劃界人士提出「兩用方案」，將球場變成可供市民入場參觀的中央公園，同時又可變回球場。
北區區議會在2022年6月討論項目，認為仍未解決社區配套及交通擠塞問題等因素下，十名區議員一致通過動議強烈反對有關計畫。北區區議會副主席員李冠洪更指政府當時是為了「招呼反對派」，又指計畫會令大頭嶺迴旋處塞車，區議員侯福達擔憂蕉徑水浸問題會更嚴重，民主派的區議員周錦豪亦認為政府低估問題。2022年6月底，有報導指香港哥爾夫球會委托顧問，就政府的環評報告提出多項反擊，認為港府的生態評估低估擬議發展區的動物群保育價值，形容是出現「複合誤差」。政府行政會議召集人葉劉淑儀表示，高球場收地無必要。
2022年8月8日，環諮會在用了6小時討論相關環評報告，但沒有共識。委員質疑項目密度太高，同時指出政府已計劃發展北部都會區下，發展粉嶺高球場如同「刻舟求劍」。環諮會未能就環評報告作決定，遂要求政府補充進一步資料，涉及「整體佈局」、「生態調查」、「水文地理」和「眩光光線」四大範疇。長春社公共事務經理吳希文指出，環諮會大會及環評小組會議反覆要求補充資料，但政府一直未能補充足夠資料，責在政府。前天文台長林超英撰文，指環諮會委員質疑環評報告的各個部份，是按《環境影響評估條例》規定，履行向環保署署長提出「意見」的法律責任，為香港環境和自然生態把關，而按法例環保署署長是「決定」或否決環評報告的唯一責任人，因此環諮會委員不可能「阻礙」任何事情。城規會就有關發展方案展開公眾申述期，收到的6791份申述，6501份「反對」發展，傳媒發現當中約440名申述人提交的意見書，約150字的內容用字完全相同，另有一些申述部分內容相似或重複；並至少22個高球相關組織反對， 以及來自新界鄉議局等鄉事派的反對申述。
2023年4月，土木工程拓展署完成補充生態研究，指早前環評報告內容屬評估有效、具代表性。當局將跟進樹木管理期會由1年延長至3年，而發展計劃需移除0.39公頃原生樹林，涉及186棵樹木，當局指以黃牛木和白千層為主，並非保育物種和古樹；至於雀鳥、飛蛾和蝙蝠調查均與上一份報告的結論相似。文件指研究即生態價值並非特別高，又強調為遷就林地而修訂擬議住宅發展佈局並不可行，指保留林地將不利公營房屋以及公用和商業設施的發展。本土研究社質疑過往大量類似的環評報告之影響或比粉嶺高球場、對自然環境影響更多更大，稱「為何那些又會通過？我想環諮會有責任，尤其如果反對計劃，需要交代標準為何。」
同年5月，環諮會於會上認為土木工程拓展署提交的附加資料已足夠確立環評報告的結論，委員一致認為其中6項大致達到委員要求，包括進行額外7個月的雀鳥調查、兩個月的飛蛾調查、制定樹木賠償和管理計劃，以及提供水文影響分析等。但有其中兩項資料未達要求，建議環保署署長審批時加入附加條件，包括必須修改房屋發展的布局圖設計，並保留一幅近0.4公頃林地。有多名環諮會委員於會上認為，政府和哥爾夫球會提交的資料有很大出入。環保署助理署長曾世榮會後回應說，球會進行研究的時段、土地範圍及時長，與署方不同。香港哥爾夫球會對於有關首份環評報告將被提交予環保署署長審批，表示極度遺憾。
2023年5月11日，環保署有條件批准土拓署提交的粉嶺高球場環評申請，包括要求於可行的情況下盡量保育分區一內近0.4公頃的林地等。不過到同年6月5日，規劃署向城規會提交文件，建議將擬建公營房屋的用地暫時修訂為「未決定用途」地帶，以調整房屋發展的布局設計、樓宇高度和發展密度等。6月，沙特阿美石油團隊系列賽賽事總監指粉嶺高球場是香港唯一適合舉辦大規模賽事場地，香港亦沒有其他替代場地，若維持收地方案，極有可能需考慮將比賽移師其他地點；行政長官李家超稱收回粉嶺高球場用地不影響舉辦大型賽事。前哥球會會長林詩鍵在城規會公聽會上表示，高球場的舊場是場內唯一可以在雨天舉行比賽的地方，因為新場和伊甸場由百慕達草(Bermuda)和結縷草(Zoysia Japonica)混合而成，舊場則使用省稗屬(Paspalum)。
2023年7月21日，香港哥爾夫球會向高等法院申請司法覆核，要求推翻環保署在同年5月11日有條件批准粉嶺高爾夫球場環評報告的決定，球會稱只針對環評報告，不影響收回土地。到7月23日公佈逢星期日下午回開放「舊球場」作為公園，讓市民進入。有市民形容高球場環境舒服，建屋選址有許多，無必要破壞有多年歷史的優美環境。球會則稱絕非打算「挾持市民」。
2023年7月24日，城規會接納規劃署的建議，將粉嶺高爾夫球場北端約9.5公頃擬建屋用地，由「住宅（甲類）」地帶，暫時修訂為「未決定用途」地帶，容許土木工程拓展署重新檢視公營房屋的設計布局、樓宇高度和發展密度。餘下約22公頃的土地用途維持不變，按原建議劃為「其他指定用途」註明「保育暨康樂」地帶。
2023年5月25日，高等法院批准香港哥爾夫球會提出的司法覆核，下令臨時擱置環保署的決定，直至案件聆訊。8月24日，高等法院頒下判辭，裁定批准暫緩執行環評程序的命令，直至有關司法覆核有結果為止。

## 交通
九巴：77K

專線小巴：57K

## 照片廊
舊場

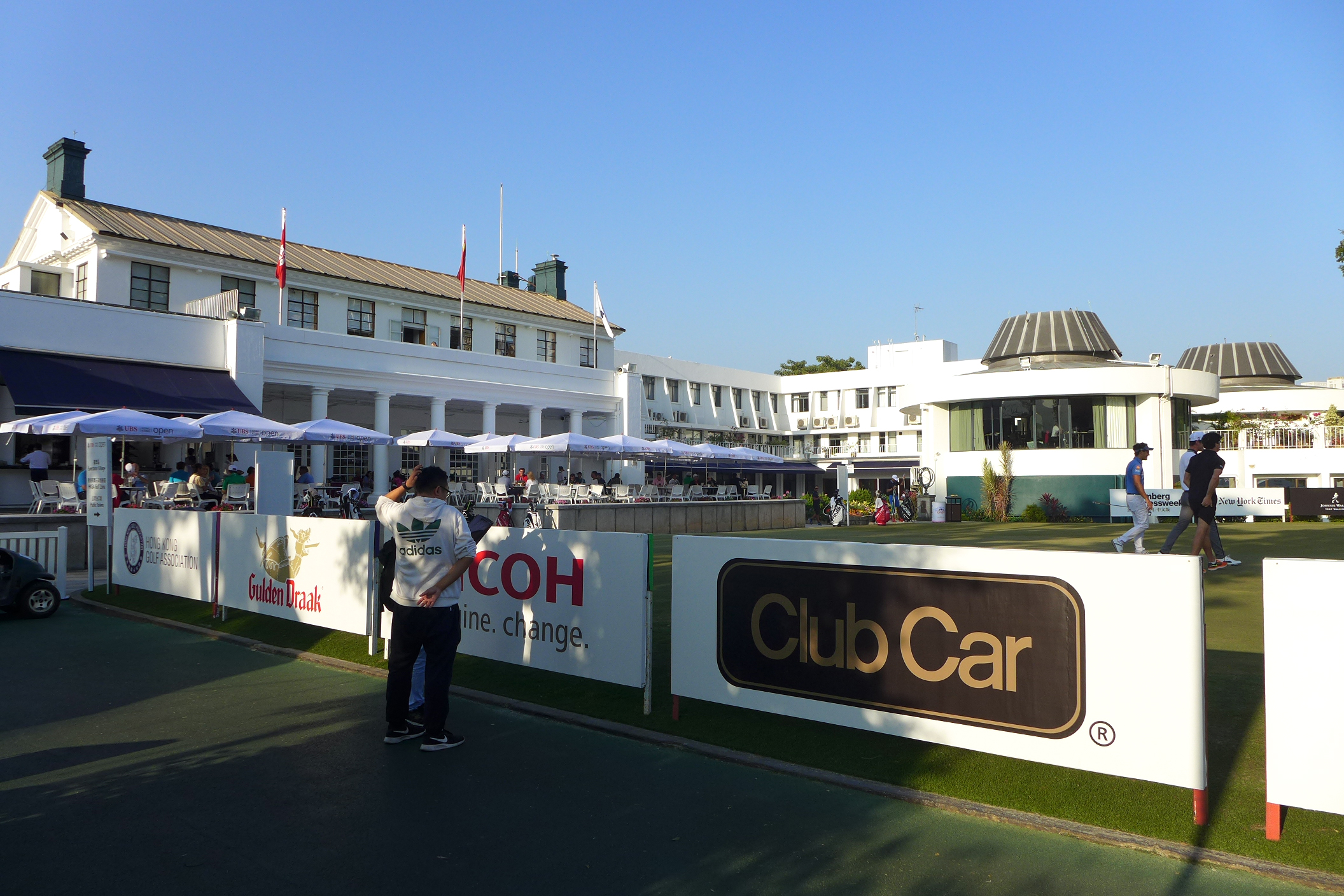
粉嶺會所
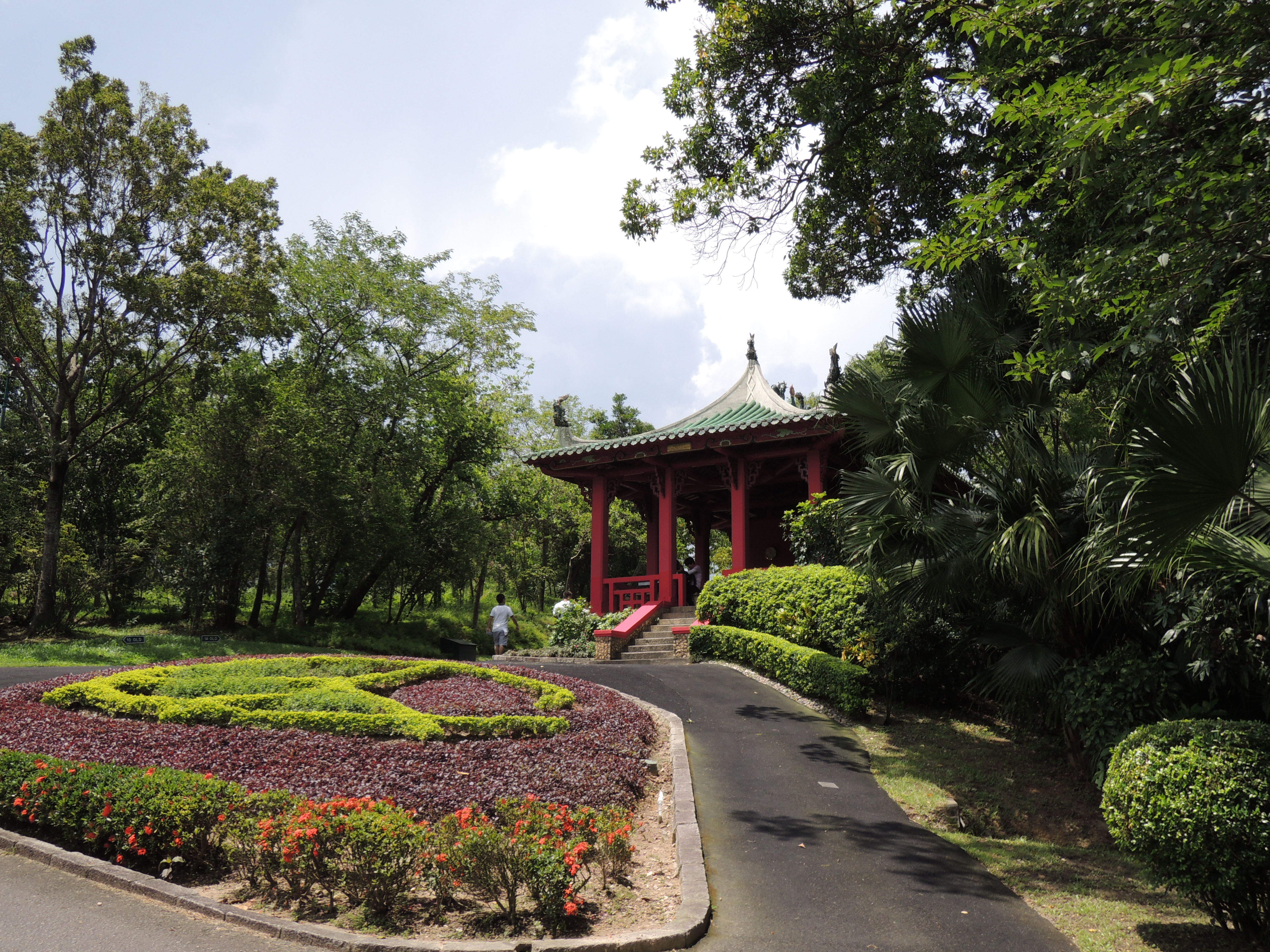
半日亭（Half Way House）
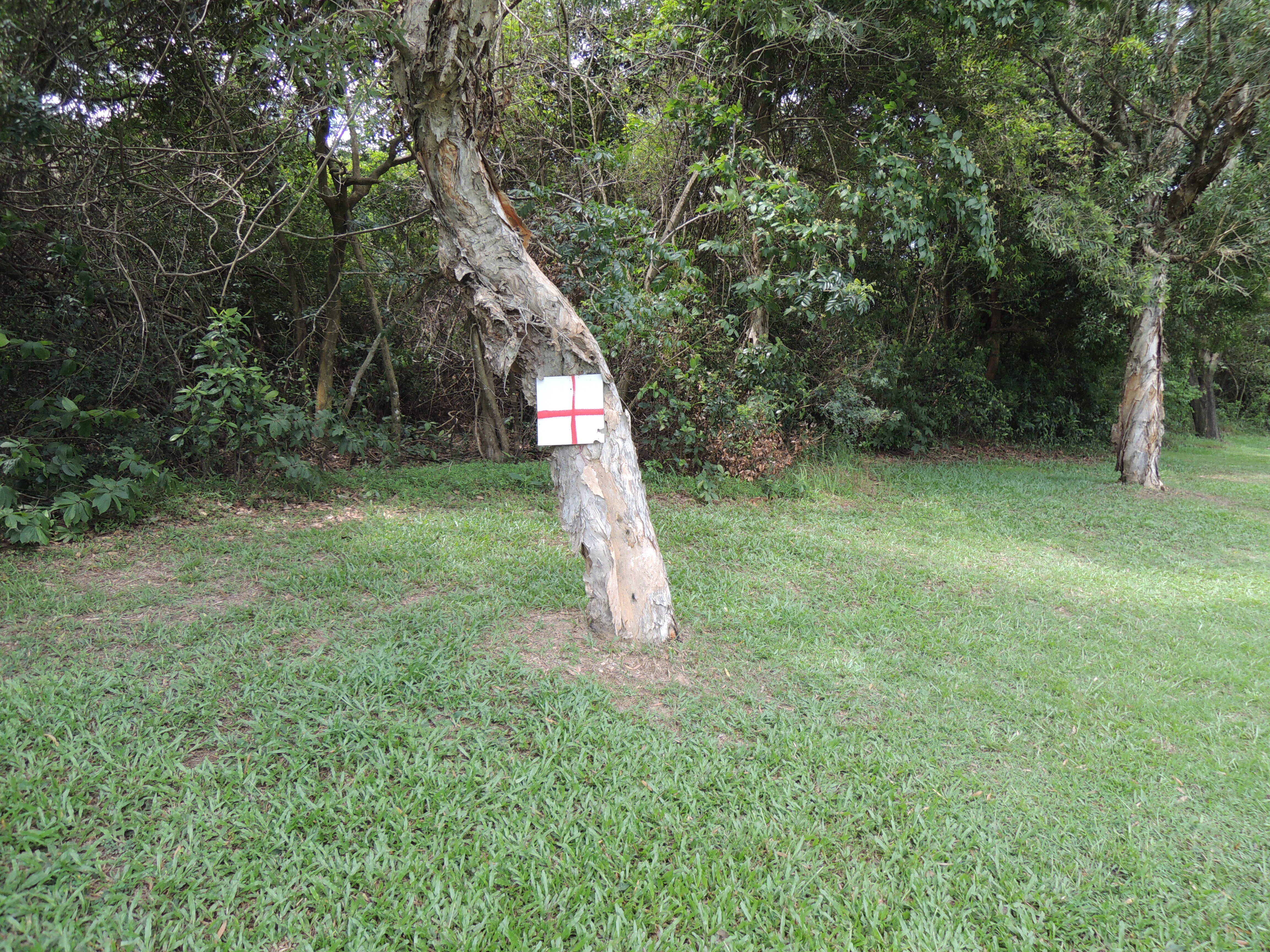
舊場的聖佐治十字旗
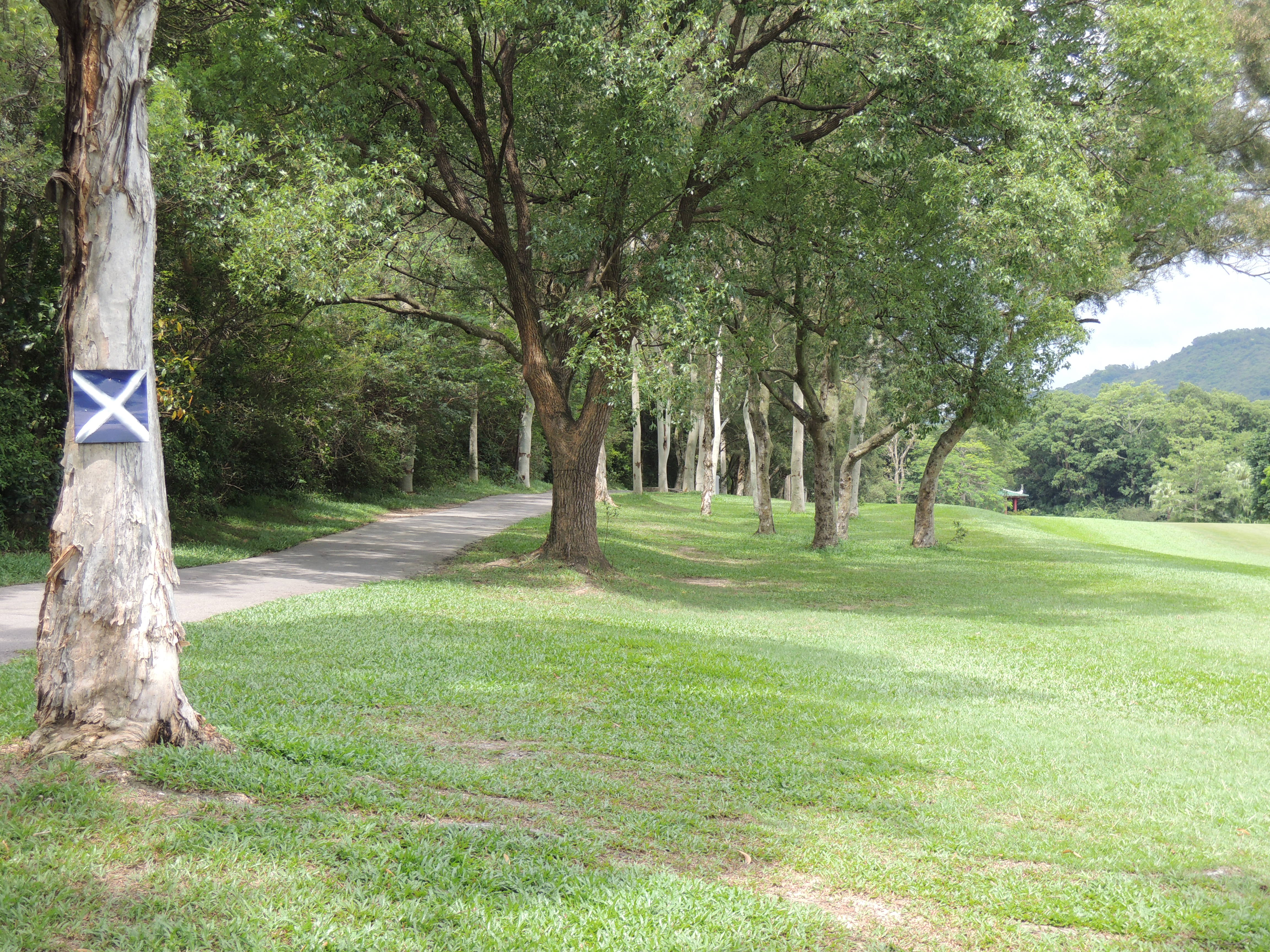
舊場的聖安德魯旗

新場及伊甸場

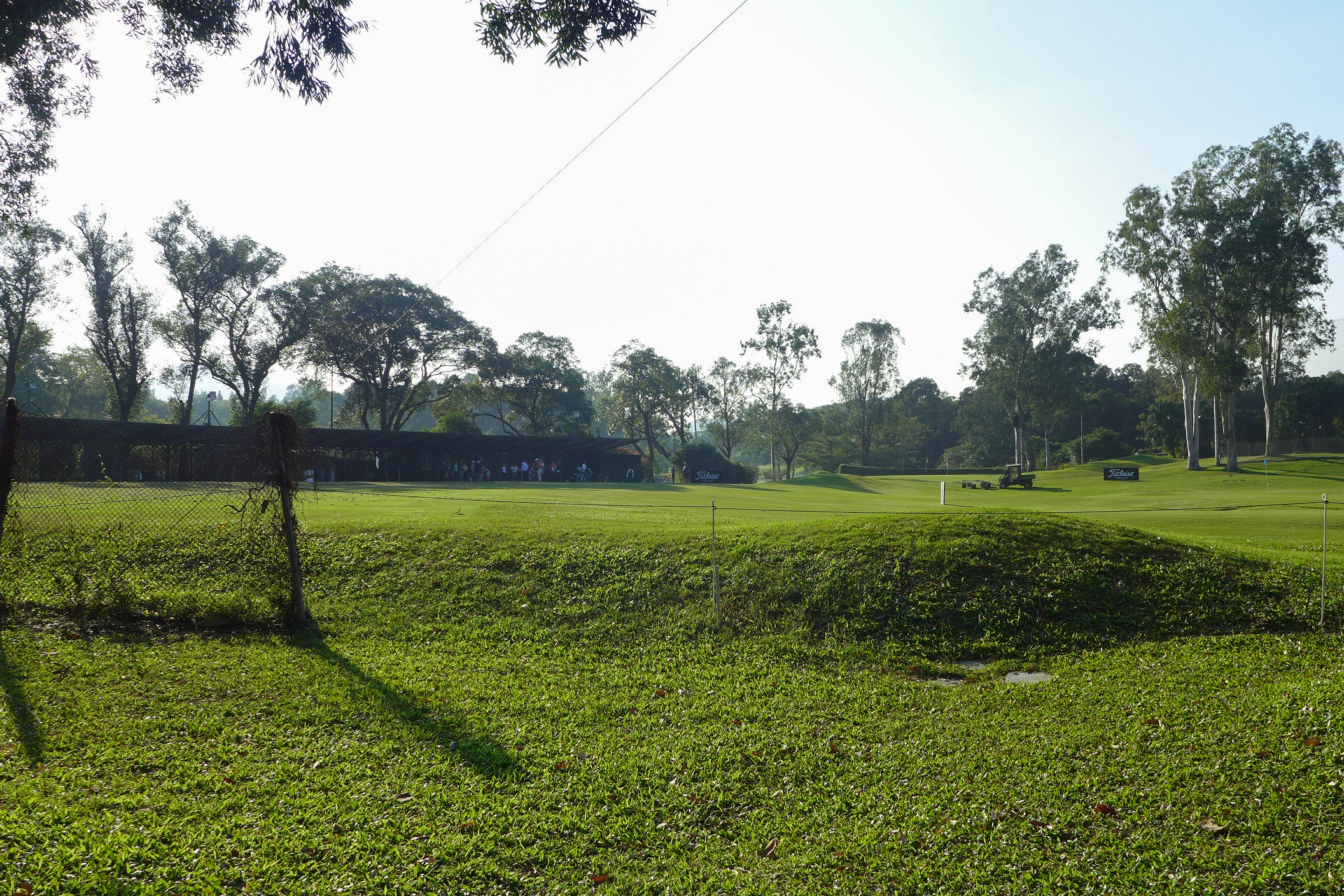
練習場
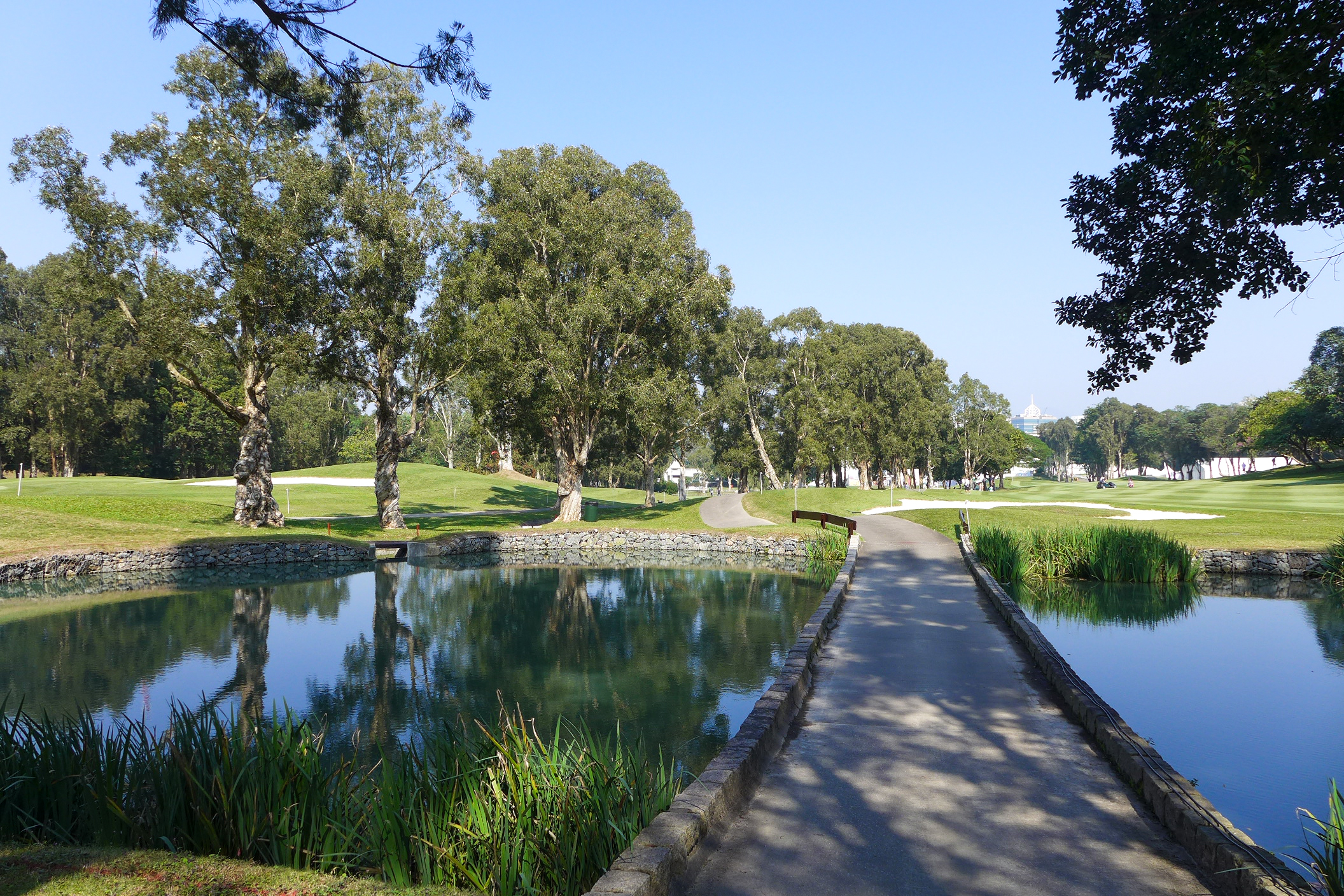
第二洞
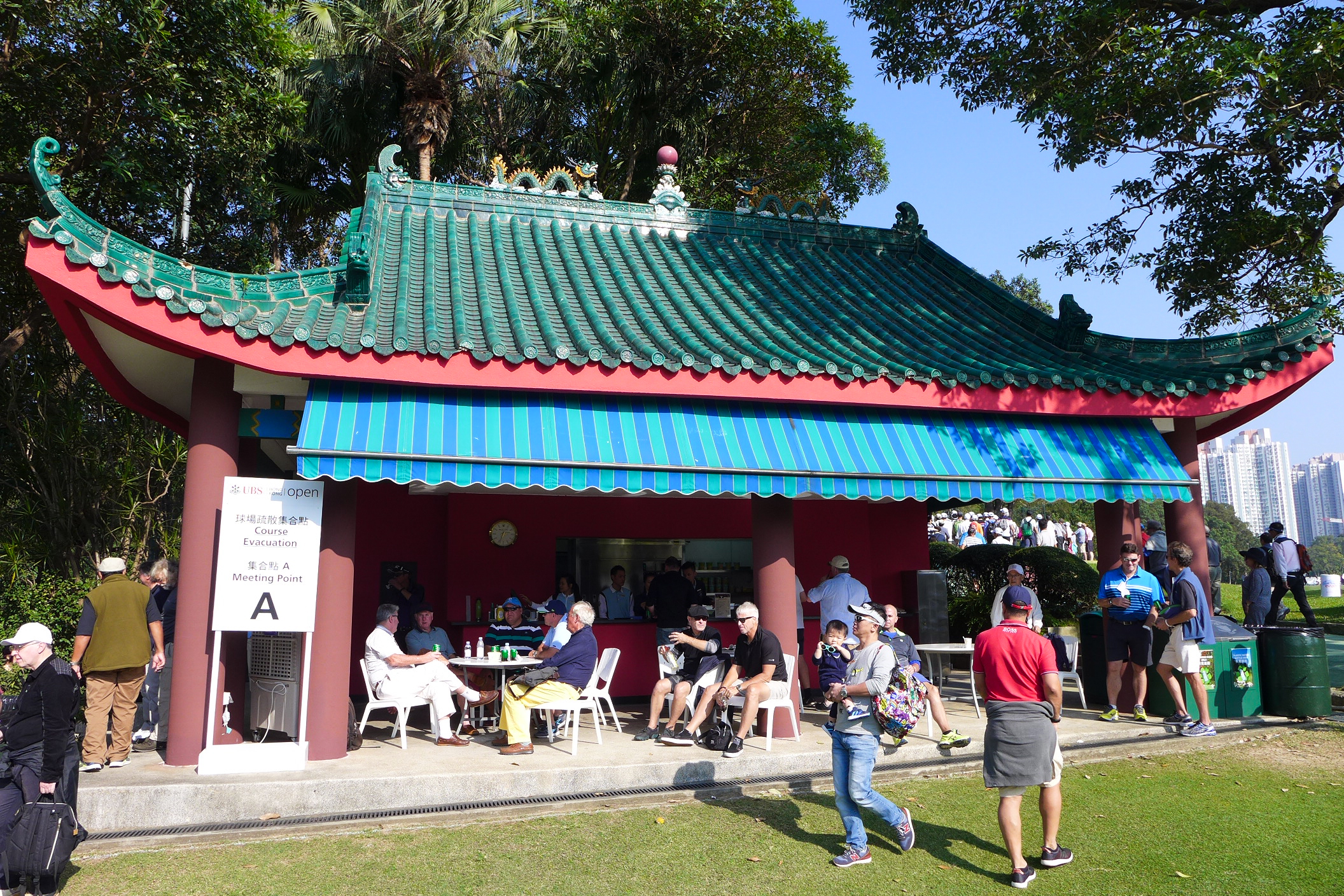
中式小食亭
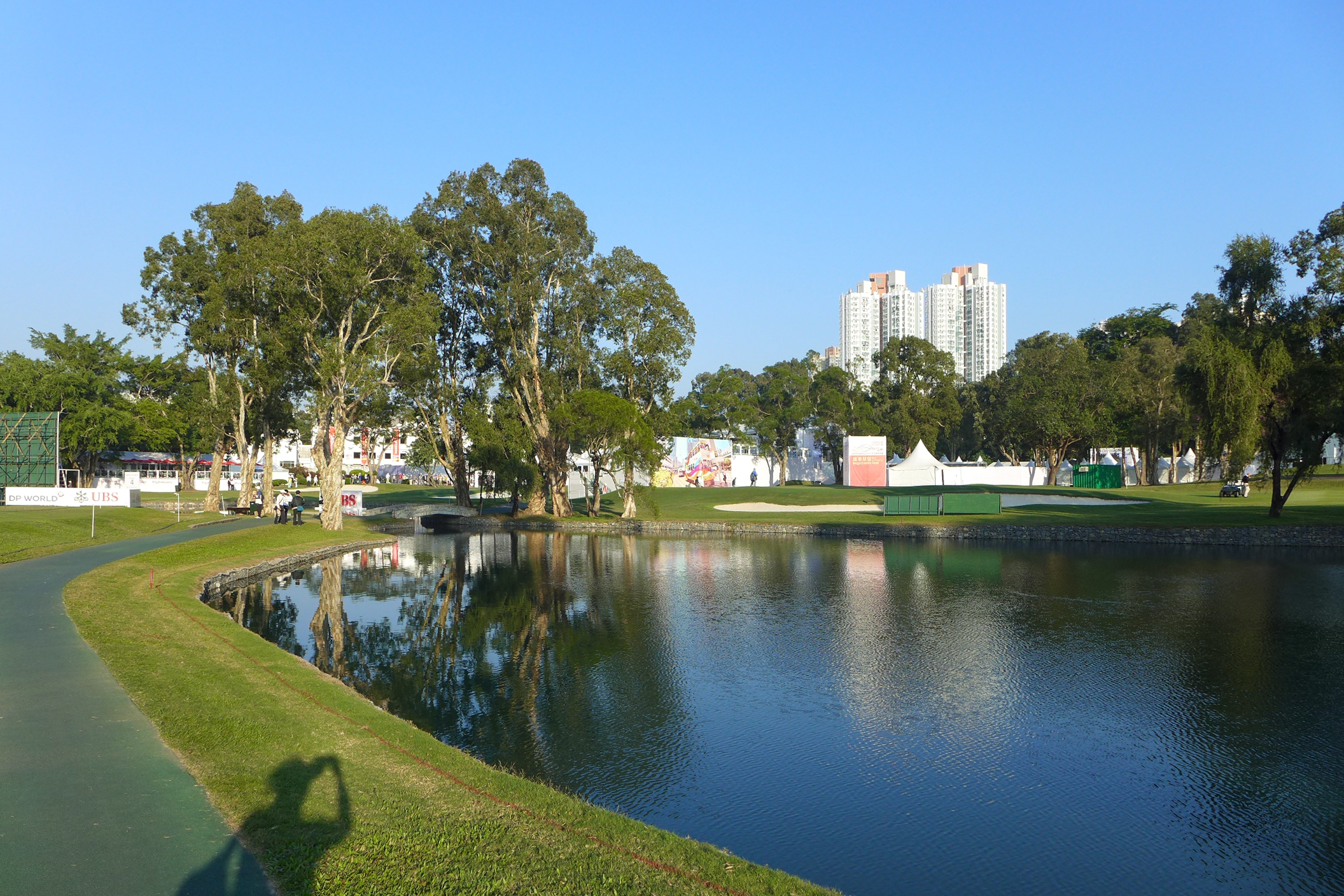
人工湖

生態

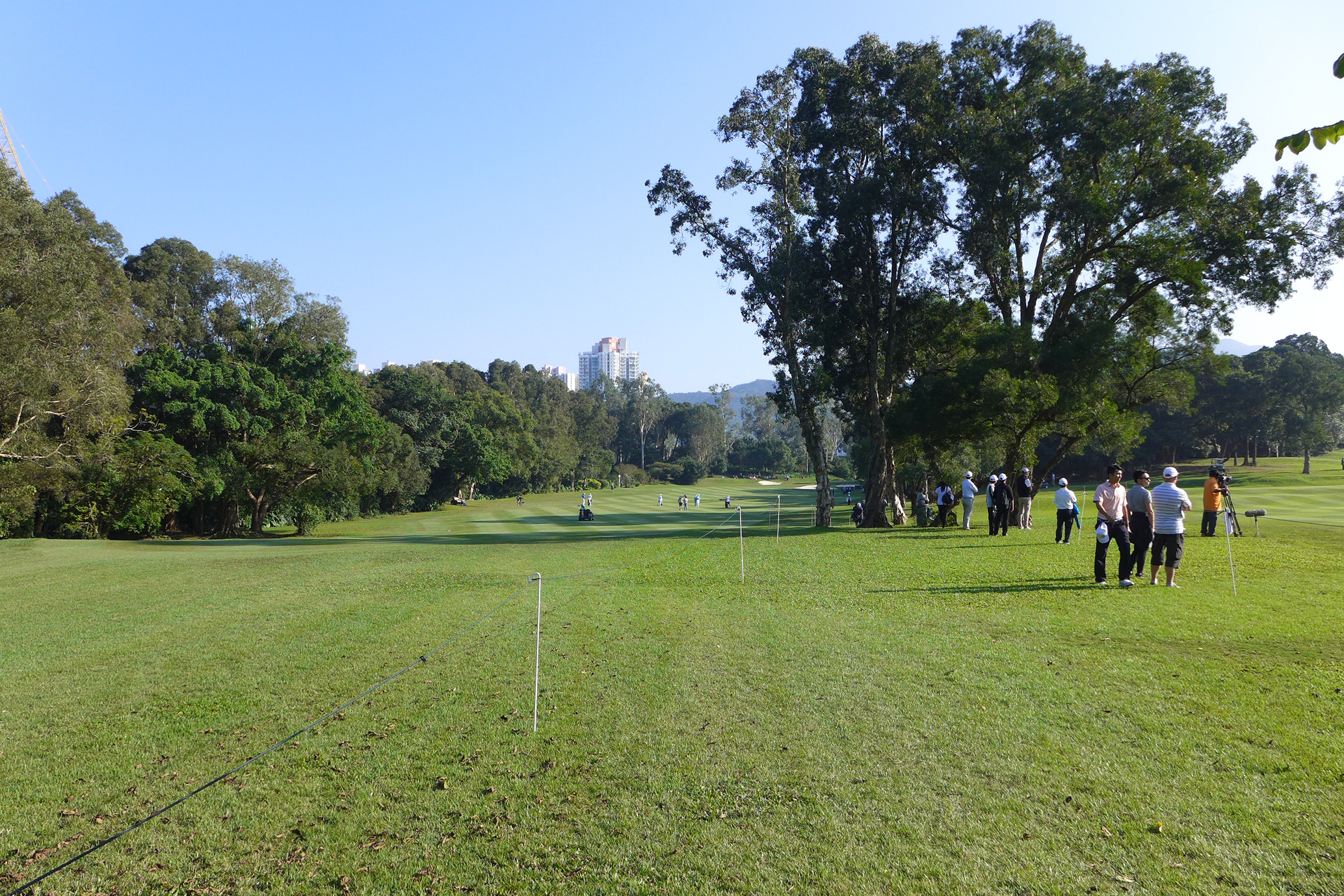
高球場內的樹木
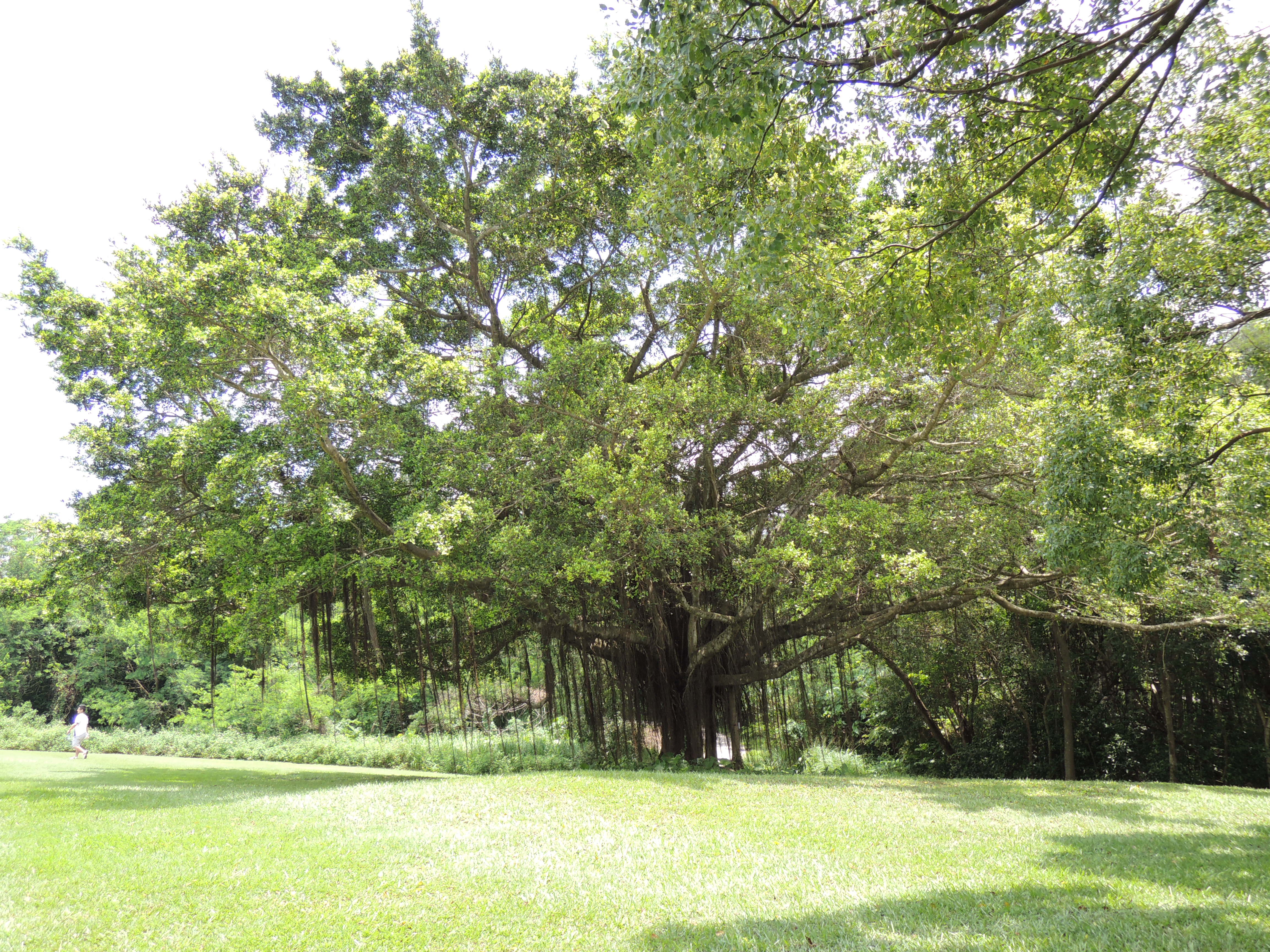
高球場的榕樹
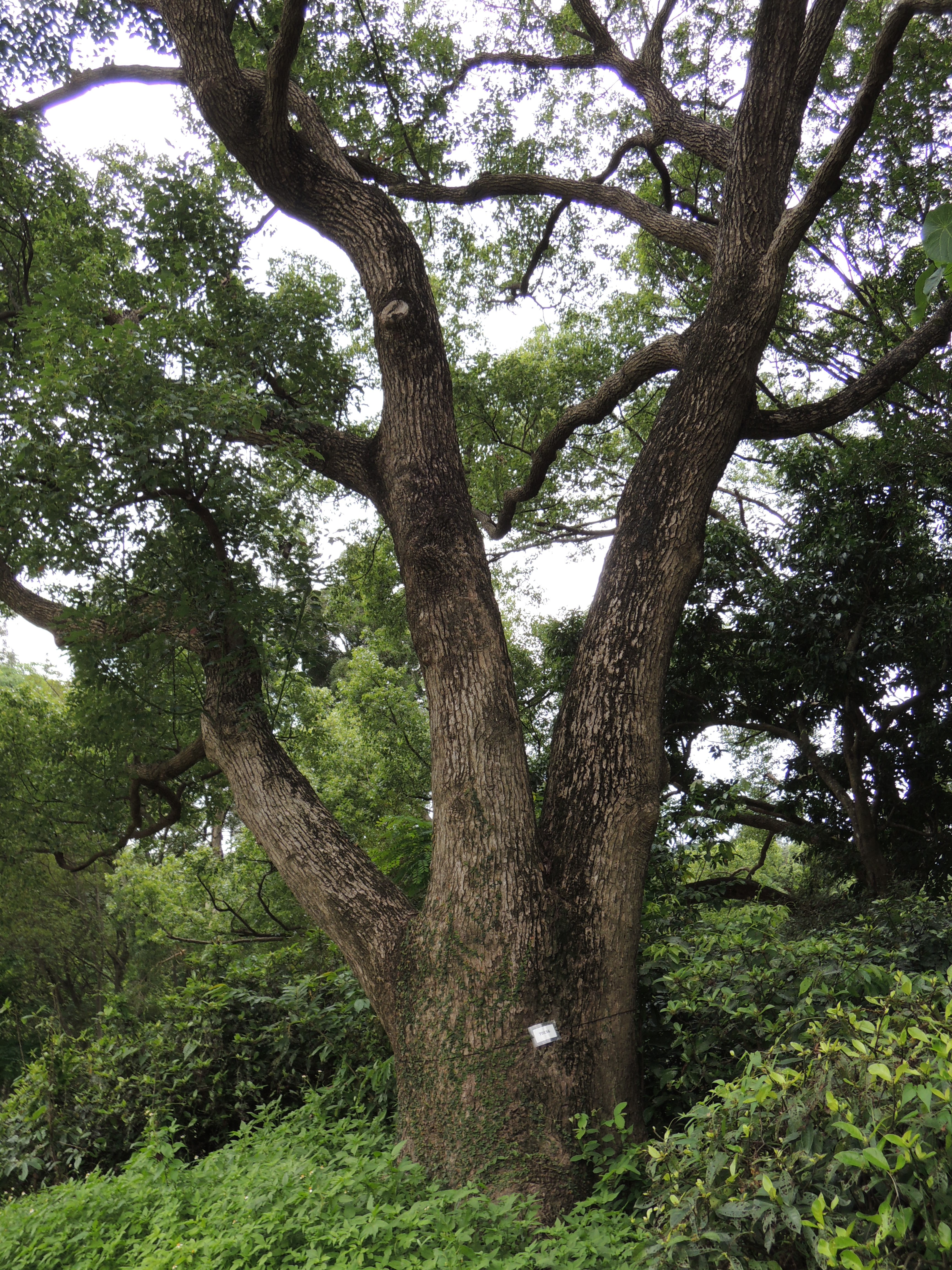
高球場的樟樹
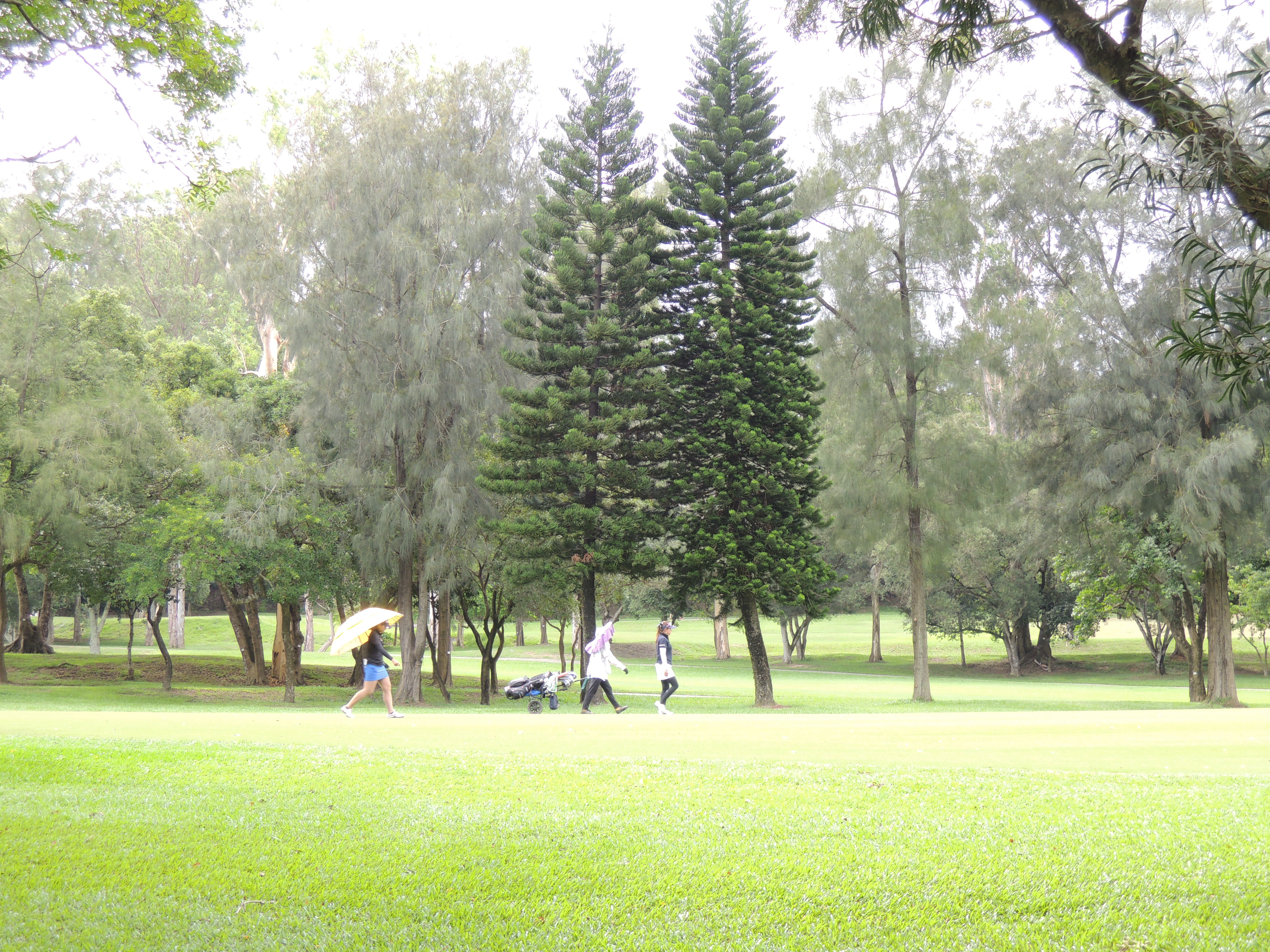
高球場的諾福克松樹
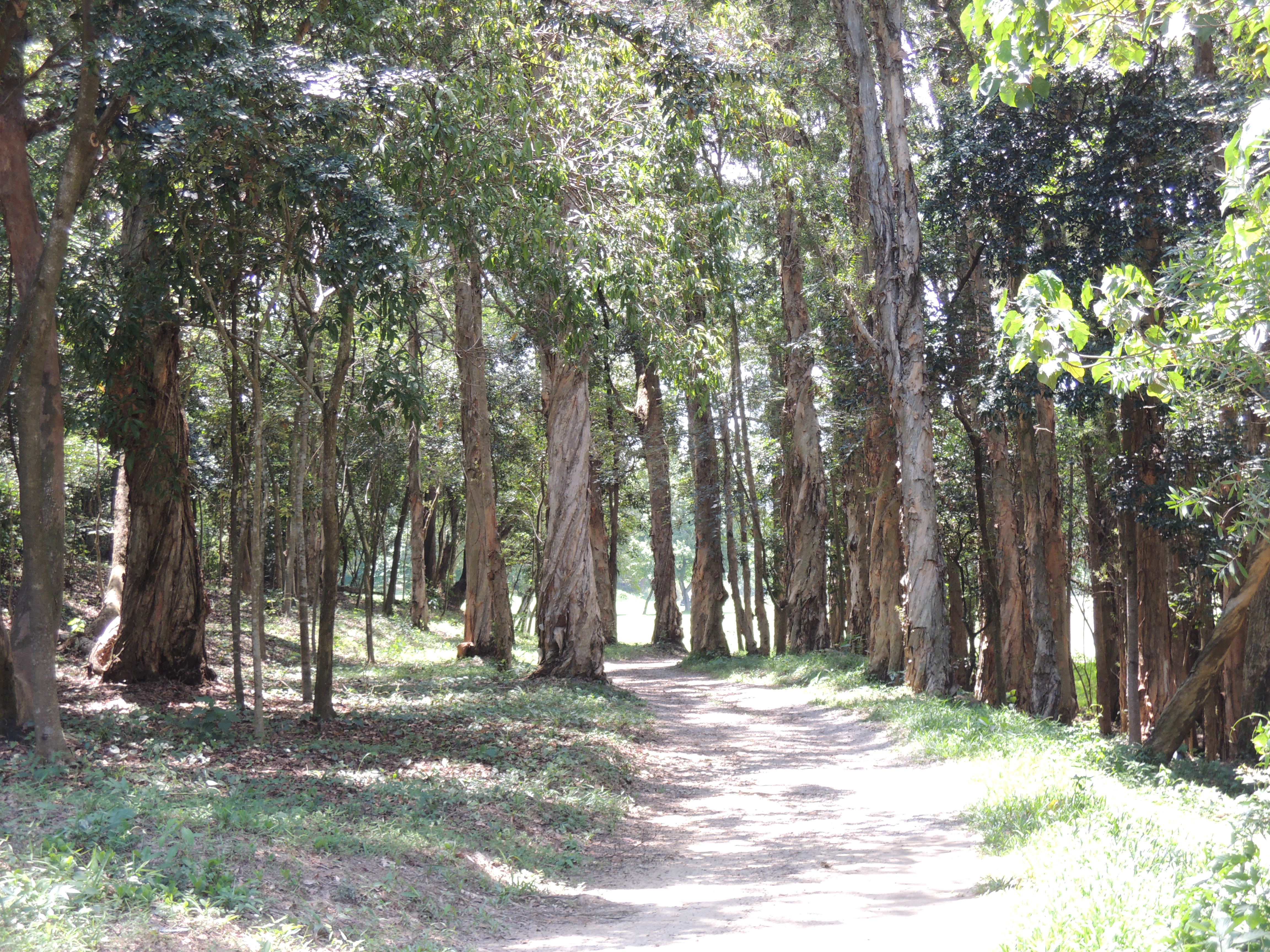
高球場的白千層樹林

## 外部連結
- 香港哥爾夫球會網址 （页面存档备份，存于）